# Borte med pesten
Borte med pesten er en kortfilm fra 1993 instrueret af Bent Jacobsen efter manuskript af Sven Oman, Bent Jacobsen og Lasse Farver.

## Handling
Året er 1962. TV-teatret opfører den skandinaviske dramatiker Lars Uréns dagligstuedrama BORTE MED PESTEN om vold, incest, sygdom og død i en ellers tilsyneladende lykkelig familie.